# Pascal Camadini
Pascal Camadini (Bastia, 2 aprile 1972) è un ex calciatore francese, di ruolo centrocampista.

## Carriera
Ha giocato nella prima divisione francese ed in quella svizzera.

## Palmarès

### Club

#### Competizioni nazionali
- Coppa di Francia: 1

Strasburgo: 2000-2001
- Coppa di Lega francese: 1

Strasburgo: 2004-2005